# Sergey Verlin
Sergey Verlin (em russo:  Сергей Верлин, Voronej, Oblast de Voronej, 7 de outubro de 1974) é um ex-canoísta russo especialista em provas de velocidade.

## Carreira
Foi vencedor da medalha de bronze em K-4 1000 m em Atlanta 1996, junto com os seus colegas de equipa Oleg Gorobiy, Georgiy Tsybulnikov e Anatoli Tishchenko.